# Енді Вейр
Е́ндрю Те́йлор Вейр (вимовляється як Вір ), більш відомий за псевдонімом Енді Вейр (прізвище вимовляється Вір, англ. Andy Weir; нар. 16 червня 1972) — американський письменник, відомий своїм дебютним романом «Марсіянин», який був адаптований у однойменний фільм у 2015 році.

## Біографія
Вейр народився і виріс у Каліфорнії. Був єдиним сином фізика, який працював над прискорювачами. Його мати займалась електротехнікою. Коли Енді мав 8 років, його батьки розлучилися. Енді виріс, читаючи класичну наукову фантастику, зокрема Артура Кларка і Айзека Азімова. Коли йому було 15 років, почав працювати програмістом для Сандійських національних лабораторій. Вивчав інформатику в Каліфорнійському університеті Сан-Дієго, хоча ніколи його не закінчив. Працював програмістом у декількох компаніях, включаючи AOL, Palm і Blizzard, де він працював над грою «Воєнне ремесло ІІ: Припливи Пітьми».

## Творчість
Вейр почав писати наукову фантастику на 20 році життя і публікував роботи на своєму сайті. Він також був автором онлайн коміксу «Кейсі та Енді» (англ. «Casey and Andy») з 2002 до 2008 років, де зображував себе і своїх друзів у вигляді «божевільних вчених». Також тимчасово працював над іншим коміксом з назвою «Чеширська переправа» (англ. «Cheshire Crossing»), де поєднувались «Аліса в Країні чудес», «Пітер Пен» і «Чарівник країни Оз». Популярність, яку йому принесли ці комікси, допомогла початку його письменної кар'єри, після невдалої спроби опублікувати його перший роман «Крадіжка гордині» (англ. «Theft of Pride»). «Яйце» стало першим оповіданням, яке набуло великої популярності, і адаптувалось у кількох YouTube-відео та одноактних виставах.
Найкраще Вейр відомий за його першим опублікованим романом «Марсіянин». Він писав книгу, спираючись на наукові факти, і провів ретельні вивчення орбітальної механіки, природних умов на Марсі, історії пілотованих космічних польотів і ботаніки. Спочатку публікував роман частинами безкоштовно на своєму вебсайті, але деякі читачі попросили зробити його доступним на Amazon Kindle. Продаючись за 99 центів, роман став бестселером в магазині Kindle. Після цього Вейр продав права на книжку видавництву «Crown Publishing Group». Друкована версія роману стартувала на 12-му місці у списку бестселерів «Нью-Йорк Таймс». «Уолл-стріт джорнел» назвав книгу «найкращим чисто науково-фантастичним романом за багато років». За сюжетом твору було знято фільм, у головних ролях якого зіграли Метт Деймон і Джессіка Честейн; фільм вийшов у прокат 2 жовтня 2015 року.
Енді Вейр написав фанфік «Лайсеро» (англ. «Lacero»), який опублікували у виданні 2016 року роману «Першому гравцеві приготуватися» і який став каноном до цієї книги. Робота є приквелом до основного роману.

## Персональне життя і погляди
Вейр хворіє на аерофобію, через що ніколи не зміг відвідати знімальний майданчик «Марсіянина» в Будапешті, де було знято більшість сцен на Марсі. В 2015 році, за допомогою терапії і медикаментів, він зміг злітати до космічного центру імені Ліндона Джонсона і до Сан-Дієго, щоб відвідати комік-кон.
Енді Вейр заявляв, що він агностик, вважає себе фіскально консервативним соціальним лібералом, і старається тримати свої політичні погляди окремо від творчості.

### Романи
- «Крадіжка гордині» (невиданий роман, в Інтернеті з'явився у 2000 році)
- «Марсіянин» (англ. Martian) (2011 в Інтернеті, 2014 у друку)
- «Артеміда» (англ. Artemis) (2017)
- «Проєкт «Радуйся, Маріє»» (англ. Project Hail Mary), Random House 2021 ISBN 978-0593135204

### Оповідання
| - «Яйце» - «Шеф-кухар» - «Доступ» - «День Ені» - «Реальна угода» - «Зустріч з Сарою» - «М'ясник з центру» - «Антигіпоксіант» | - «Нудьгуючий світ» - «Твоїн» - «Лайсеро» (фанфік до «Першому гравцеві приготуватися») - «Щур» - «Боні Маккензі» - «Моріарті» (фанфік до оповідань про Шерлока Холмса) - «Хроніки Романи»/«Золони» (фанфік до «Доктор Хто») |

### Комікси та графічні романи
Кейсі та Енді (2001—2008), веб-комікс, написаний і намальований Вейр
Чеширський перехрестя (незалежна веб-версія 2006—2008 рр. з художником Вейром; веб-версії Tapas 2017—2019 рр. та Random House 2019 р. з художником Сарою Андерсен) ISBN 978-0399582073

### Аудіо
- Джеймс Моріарті, консультант-криміналіст (Аудіокнига 2017)
- Яйце та інші історії (Audible Studios 2017)
- Богородице Діво, з оповіданням Рея Портера (Audible Studios 2021)

## Переклади українською
- Енді Вейр. Марсіянин. Переклад з англійської: Віра Назаренко, Київ: KM Publishing. 2015. 416 стор. ISBN 978-966-923-060-7[26]

- (передрук) Енді Вейр. Марсіянин. Переклад з англійської: Віра Назаренко, Київ: KM Publishing. 2017. 448 стор. ISBN 978-617-7489-19-0 (Серія КМ The BEST)

- Енді Вейр. Артеміда. Переклад з англійської: Дмитро Кушнір, Київ: KM Publishing. 2017. 400 стор. ISBN 978-617-7535-19-4[28]